# Бумагин, Фёдор Алексеевич

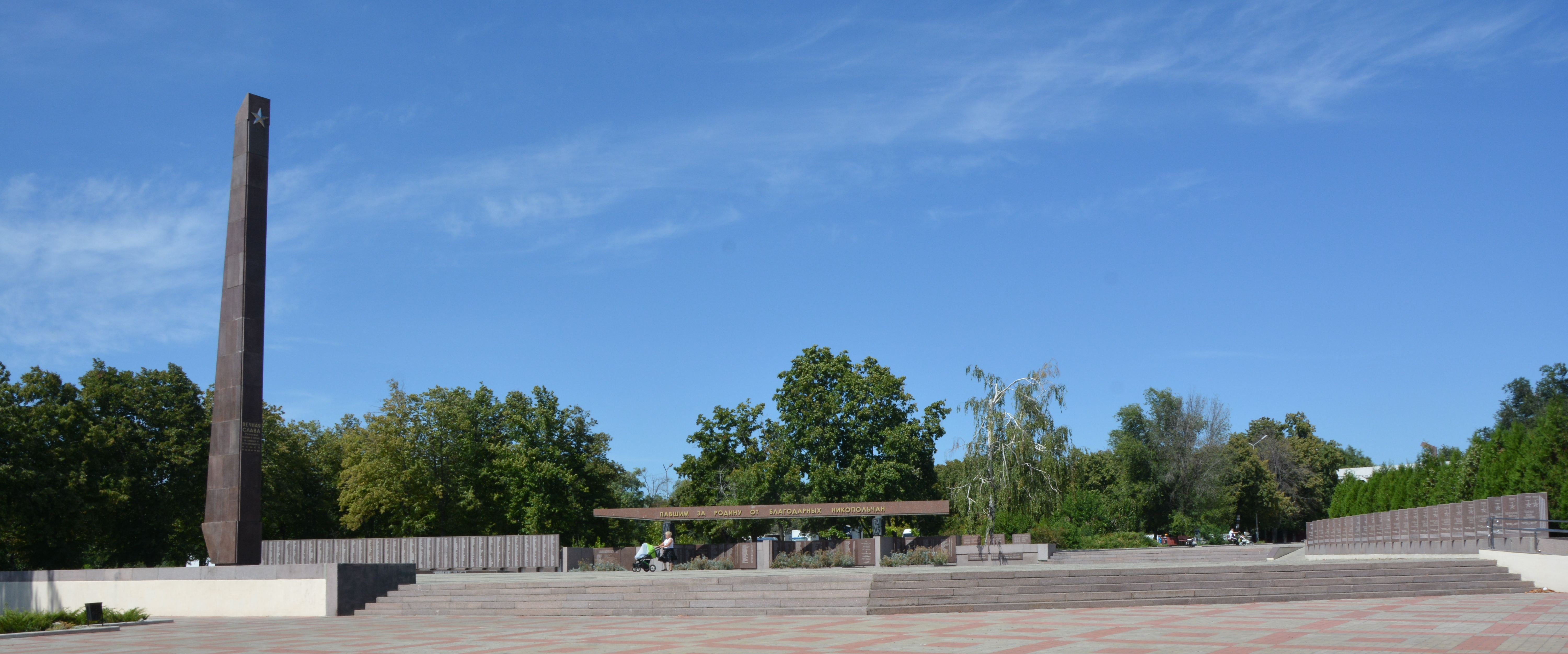
Мемориал «Вечная слава», г. Никополь, Днепропетровская область, Украина.

Фёдор Алексеевич Бумагин (2 июля 1919, Замараевское, Пермская губерния — 25 января 1999, Никополь, Днепропетровская область) — участник Великой Отечественной войны, полный кавалер ордена Славы,старшина. После войны работал на мясокомбинате.

## Биография
Фёдор Алексеевич Бумагин родился 2 июля 1919 года крестьянской семье в селе Замараевском Замараевской волости Шадринского уезда Пермской губернии, территорию в то время контролировало белогвардейское Российское государство; ныне деревня входит в Шадринский муниципальный округ Курганской области. Русский.
Окончил 4 класса сельской школы. Работал в колхозе заготовителем зерна.
В 1939 году был призван в Рабоче-крестьянскую Красную Армию.
На фронтах Великой Отечественной войны с первого дня. Участвовал в обороне Москвы. Когда наши войска пошли в контрнаступление, орудие наводчика Бумагина следовало в боевых порядках пехоты. В одном из боёв бойцы были остановлены сильным огнём из вражеского дзота и залегли. Выдвинув орудие на прямую наводку, расчёт Бумагина с нескольких выстрелов разбил вражеский дзот и, продолжая обстрел врага, обеспечил успех операции. За находчивость и отличное выполнение задачи заряжающий 2-го орудия 4-й батареи 373-го артиллерийского полка 175-й стрелковой дивизии 70-й армии Фёдор Бумагин получил первую свою награду — медаль «За отвагу».
Храбро сражался артиллерист и на Курской дуге. Его орудие насмерть стояло против гитлеровских танков, а наводчик орудия Бумагин был награждён орденом Отечественной войны 2-й степени. От Курской дуги до Белоруссии с непрерывными боями прошёл наводчик орудия Бумагин, форсировал Днепр, много раз проявлял отвагу и мужество.
Был трижды ранен: 11 марта 1943 года, 5 октября 1943 года, 17 ноября 1943 года.
С августа 1943 года член ВЛКСМ.
Наводчик орудия ефрейтор Бумагин в составе расчёта с 28 ноября по 5 декабря 1943 года отличился в боях юго-западнее города Жлобин. Под местечком Закрев сильный пулемётный огонь гитлеровцев остановил продвижение наших бойцов. Артиллеристы выдвинули орудие в атакующие порядки пехоты и прямой наводкой уничтожили две огневые точки, затем открыли беглый огонь по контратаковавшим гитлеровцам. Около деревни Бер под сильным огнём противника артиллеристы вновь прямой наводкой открыли огонь по поднявшимся в контратаку фашистам и сорвали их наступление. За эти бои наводчик Бумагин был представлен к награждению орденами Красной Звезды и Славы 3-й степени. Приказом от 1 февраля 1944 года ефрейтор Фёдор Алексеевич Бумагин награждён орденом Славы 3-й степени.
С июня 1944 года член ВКП(б), в 1952 году партия переименована в КПСС.
В боях на территории Польши в начале 1945 года сержант Бумагин уже был командиром орудийного расчёта того же артиллерийского полка. 15 января началось наступление по освобождению от гитлеровцев польской столицы. В районе местечка Беляны дивизион, в котором было орудие Бумагина, форсировал Вислу и закрепился на западном берегу. В ночь на 17 января у населённого пункта Цисове позиции артиллеристов были внезапно атакованы гитлеровцами. Расчёт сержанта Бумагина первым открыл огонь по противнику и атака захлебнулась. При наступлении на Варшаву снова прямой наводкой громил боевые порядки фашистов, уничтожив более двадцати солдат и офицеров. Приказом от 12 февраля 1945 года сержант Фёдор Алексеевич Бумагин награждён орденом Славы 2-й степени.
Во время сражений в Померании при освобождении города Бан, расчёт Бумагина уничтожил из орудия три станковых пулемёта, более двадцати гитлеровцев, разбил два наблюдательных пункта. 3 марта на подступах к местечку Лебенов южнее города Штеттин, следуя в боевых порядках пехоты, уничтожил прямой наводкой два орудия противника, рассеял взвод фашистских солдат. Во время боя был тяжело ранен командир батареи, сержант Бумагин заменил его, продолжая выполнять поставленную задачу. За героизм и мужество, проявленные в этих боях, отважный артиллерист был представлен к награждению орденом Славы 1-й степени.
Указом Президиума Верховного Совета СССР от 31 мая 1945 года за образцовое выполнение заданий командования в боях с немецко-фашистскими захватчиками ефрейтор Фёдор Алексеевич Бумагин награждён орденом Славы 1-й степени.
В апреле 1946 года старшина Бумагин был демобилизован.
С 1963 года жил в городе Никополь Днепропетровской области Украинской ССР. Работал на мясокомбинате. Только в 1967 году герою-артиллеристу была вручена последняя боевая награда — орден Славы 1-й степени.
Фёдор Алексеевич Бумагин скончался 25 января 1999 года в городе Никополе Днепропетровской области Украины, ныне город — административный центр Никопольского района той же области. Похоронен в Никополе .

## Награды
- Орден Отечественной войны I степени, 6 апреля 1985 года[3]
- Орден Отечественной войны II степени, 12 мая 1945 года[4]
- Орден Красной Звезды, 29 октября 1943 года[5]
- Орден Славы I степени № 2650, 31 мая 1945 года[6][7], вручен в 1967 году
- Орден Славы II степени № 7079, 12 февраля 1945 года
- Орден Славы III степени № 55740, 1 февраля 1944 года[8]
- Медаль «За отвагу», 15 августа 1943 года[9]
- Медаль «За победу над Германией в Великой Отечественной войне 1941—1945 гг.»
- Медаль «За взятие Берлина»
- Медаль «За освобождение Варшавы»
- Победитель социалистического соревнования[10]

## Память
- Мемориальная доска с надписью укр. «ПОВНИЙ КАВАЛЕР ОРДЕНА СЛАВИ Бумагін Федір Олександрович», установлена на мемориале «Вечная слава», город Никополь Днепропетровской области Украины — 47°33′25″ с. ш. 34°23′40″ в. д.HGЯO
- Мемориальная доска установлена в 2014 году на мемориале Воинам, павшим в Великой Отечественной войне, деревня Замараевское, Шадринский муниципальный округ, Курганская область — 56°09′37″ с. ш. 63°15′53″ в. д.HGЯO[11]